# 斯塔尼米爾
49°44′1″N 24°26′34″E / 49.73361°N 24.44278°E
斯塔尼米爾（烏克蘭語：Станимир），是烏克蘭西部的村莊，隸屬利維夫州的利維夫區。該村始建於1440年，面積1.88平方公里，海拔高度305米，2001年人口710，人口密度每平方公里377.66人。